# Bruce Halliday
Bruce Halliday (Woodstock, Ontário, 18 de junho de 1926 - 1 de janeiro de 2011) foi um médico e político canadense.